# Бріта Олсдоттер
Бріта Олсдоттер (1719 ) — шведська жінка, яка, за легендою, врятувала місто Лінчепінг від спалення росіянами під час Північної війни.

## Життєпис
У 1719 році, в останні роки війни, на Швецію вторглася російська армія, яка спалила кілька міст і пограбувала села вздовж узбережжя. Збереглося багато історій, які описують, як окремі села, церкви та ферми були врятовані завдяки особистої відваги окремих людей.
Під час воєнних дій 1719—1721 років російська армія спалила Норрчепінг, а потім пішла на південь до Лінчепінгу, щоб спалити і це місто. По дорозі до Лінчепінгу вояки російської армії зустріли літню жінку і, мабуть, зупинилися, щоб щось у неї запитати. Бріта Олсдоттер зімпровізувала історію і розповіла їм, що до Лінчепінга прибув кур'єр із повідомленням, що британський флот прийшов на порятунок Швеції, і що на допомогу місту йде шведська армія чисельністю 20 000 солдатів. Це змусило російську армію повернути назад і утриматися від нападу на місто. В результаті місто Лінчепінг, фактично не маючи ніяких військ, було врятоване від спалення.
Подібних місцевих історій відомо чимало. Наприклад, говорили, що дружина вікарія Марія Факселл озброїла своїх служниць у Вермланді, захищаючи свою парафію від нападу з Норвегії. Але Бріта Олсдоттер врятувала найбільше за чисельністю місто від захоплення ворогом.